# Шталаг 301/Z
Шталаг 301/Z (нем. Stalag 301/Z, также встречается сокращённый вариант "Шталаг-301") — лагерь военнопленных периода Великой Отечественной войны, действовавший в Украине в 1941—1944 годах возле г. Славута Хмельницкой области.

## Устройство лагеря
Славута была занята немецкими войсками 4 июля 1941 года. Уже осенью немцы организовали там для раненых и больных офицеров и солдат Красной Армии лазарет, получивший название «Гросс-лазарет Славута, цвай лагерь 301». Располагался он в бывшем военном городке в двух километрах юго-восточнее города и занимал десять трёхэтажных каменных зданий-блоков. Немцы обнесли лагерь семью рядами проволочных заграждений, вдоль которых через каждые 10 метров были установлены вышки с пулемётами и прожекторами. Вокруг каждого здания также имелись два ряда колючей проволоки. Лагерь патрулировали охранники с собаками Охранники были различных национальностей, по большей части венгры и поляки.
В «Гросс-лазарете» немецкие власти сосредоточивали тяжело и легко раненых, а также страдающих различными инфекционными и неинфекционными заболеваниями военнопленных. На смену умершим туда непрерывно направлялись новые партии. По различным свидетельствам, из каждого вагона прибывавшего эшелона выбрасывалось по 20–25 трупов и на железнодорожной ветке оставалось до 800–900 трупов.

## Условия содержания
Условия в лагере были самыми ужасными. Военнопленный М. Ермаков, работавший врачом в лагере, описывал его следующим образом: «После беседы пошёл на обход. В казарме захватило дыхание от непереносимого запаха испражнений и разлагавшихся трупов. При входе стояла параша из усечённой бочки, переполненная фекалиями. Многие раненые и больные от истощения не поднимались, страдали недержанием мочи, профузными дизентерийными и безбелковыми поносами, отёками лица и конечностей. Нечистоты с верхних нар стекали вниз…».
Уборка бараков не производилась. Больные по нескольку месяцев оставались в том белье, в котором попадали в плен. Спали безо всякой подстилки. Многие из них были полураздеты или совершенно голые. Помещения, в которых они содержались, не отапливались, а примитивные печи, сделанные самими военнопленными, уничтожались. Элементарная санитарная обработка новоприбывших в «лазарет» не проводилась.
Немцы преднамеренно провоцировали распространение инфекционных заболеваний. Больных сыпным тифом, туберкулёзом, дизентерией, раненых с тяжёлыми и лёгкими повреждениями они размещали в одних помещениях. Бывший военнопленный советский врач А. Крыштоп впоследствии рассказывал, что «в одном блоке находились больные сыпным тифом и туберкулёзом, количество больных доходило до 1800 человек, в то время как в нормальных условиях там можно было разместить не более 400 человек».

## Питание военнопленных
Суточный пищевой рацион советских военнопленных состоял из 250 г эрзац-хлеба и 2 л «баланды». Эрзац-хлеб выпекался из специальной муки, которую привозили из Германии. После освобождения лагеря в одном из складов было обнаружено около 15 тонн этой муки, хранившейся в 40-килограммовых бумажных мешках с фабричными этикетками «Шпельцмель». Она подверглась судебно-медицинской и химической экспертизе, а также анализу, проведённому Институтом питания Наркомздрава СССР. Было установлено, «что «мука» представляет собой мякину с ничтожной примесью крахмала (1,7 %). Наличие крахмала свидетельствует о содержании в исследуемой массе ничтожного количества муки, по-видимому, образовавшейся от случайно попавших в солому зёрен при обмолоте. Питание «хлебом», приготовленным из этой муки, влекло за собой голодание, алиментарную дистрофию, в её кахектической и отёчной формах и способствовало распространению среди советских военнопленных тяжёлых кишечно-желудочных заболеваний, обычно кончавшихся смертью».
«Баланда» изготавливалась из шелухи гречихи и проса, неочищенного и полусгнившего картофеля и всякого рода отбросов с примесью земли и осколков стекла. Нередко пища готовилась из падали, подбиравшейся по распоряжению коменданта в окрестностях лагеря.

## Медицинская помощь
Медицинская помощь в «лазарете» была поставлена из рук вон плохо. На Нюрнбергском процессе утверждалось, что несмотря на то, что в штате славутского лагеря числилось значительное число медицинского персонала, больные и раненые бойцы Красной Армии не получали самой элементарной медицинской помощи, не проводилась ни хирургическая обработка ран, ни перевязка. Однако воспоминания заключённых этому противоречат. Перевязки были, однако раны долго не заживали: ослабленный организм имел малую сопротивляемость различным инфекциям и обладал низкими восстановительными способностями. Сам процесс смены бинтов часто доводил раненых до шокового состояния.
Не был организован уход за тяжело больными. Бывшая санитарка П. Молчанова, давая показания для Нюрнбергского процесса, сообщала, что «больные и раненые в большом количестве, сосредоточенные в соседнем с нами помещении, за дощатой перегородкой, не получали никакой медицинской помощи. Днём и ночью из их палаты доносилась непрерывная мольба о помощи, просьба о том, чтобы им дали хоть каплю воды. Сквозь щели между досками проникало тяжёлое зловоние от гноящихся и запущенных ран».
Заведующий отделением в «лазарете» М. Ермаков вспоминал, что главврач лагеря доктор Борби в беседе с ним сообщил ему, что перед ним открывается богатейшая практика любых операций — вне зависимости от их исхода, и что его не должны мучить угрызения совести из-за ошибок, так как пациенты всё равно обречены на смерть. Далее он предупредил его, что малейшее снисхождение к пациентам будет стоить ему жизни.
Три дня в неделю в лагере «оперировали». В основном «операциями» занимался сам Борби и его помощник Станок. Они варварски ампутировали больным конечности, производили трепанацию черепа, вскрывали грудные клетки. Многие пациенты умирали на операционном столе.
В «Гросс-лазарете» периодически отмечались вспышки заболеваний неизвестного характера, называвшиеся немецкими врачами «парахолерой». Они возникали внезапно и так же внезапно заканчивались. Согласно материалам Нюрнбергского процесса и воспоминаниям военнопленных, эти вспышки были плодом экспериментов немецких врачей. Исход заболеваний «парахолерой» в 60–80 % случаев был смертельным. Трупы умерших от этого заболевания вскрывались немецкими врачами, причём советские врачи к вскрытию не допускались.

## Пытки и издевательства
Одним из видов пыток в «лазарете» было заключение больных в карцер, который представлял собою холодное помещение с цементным полом. Заключённые в карцер на несколько дней лишались пищи, и многие там умирали. Больных и слабых немцы с целью ещё большего истощения заставляли бегать вокруг зданий «лазарета», а тех, кто не мог бегать, запарывали до полусмерти.
Нередки были случаи убийства военнопленных немецкой охраной ради потехи. Так немцы бросали на проволочные заграждения внутренности павших лошадей и, когда оголодавшие военнопленные подбегали к заграждениям, охрана открывала по ним огонь из автоматов. За малейшие «проступки» пленные наказывались смертью.
Раненых и больных военнопленных, несмотря на их крайнюю степень истощения, лагерное начальство принуждало к физическому труду. На военнопленных перевозились тяжести, вывозились из лагеря трупы. Изнемогавших и падавших конвоиры убивали на месте. Путь на работу и с работы, по словам ксендза города Славуты Милевского, был, как вехами, отмечен маленькими надмогильными холмиками.
Особенно свирепствовал фельдфебель Вальтер Срока. Он числился начальником внешней охраны, поэтому на территории лагеря появлялся не часто, но не было случая, чтобы его появление обходилось без надругательств, побоев и расстрелов. Достаточно было в его присутствии замешкаться, не снять вовремя головного убора, и провинившегося избивали плёткой до потери сознания. Если же военнопленный, занятый работой, стоя к нему спиной, не сразу оборачивался на окрик, фельдфебель брал у конвойного винтовку и стрелял.

## Побеги
Несмотря на строжайшую охрану, из лагеря всё же совершались индивидуальные и групповые побеги. Так, в мае 1942 года, отправившись под охраной в городскую больницу за перевязочным материалом, сбежали трое заключённых.
23 декабря 1942 года в пургу бежало 10 пленных, одним из которых был врач М. Ермаков. Они перерезали проволоку украденными из операционной ножницами и через 20 дней вышли в расположение Шитовского партизанского соединения.
В ночь с 21 на 22 ноября 1943 года через 96-метровый подкоп, ведший из барака за пределы лагеря, сбежало несколько десятков заключённых.
Значительную помощь в организации побегов оказывал врач-хирург Фёдор Михайлович Михайлов, создавший в Славуте подполье и наладивший связи с лагерными заключёнными. Арестованный по доносу, он был расстрелян 5 августа 1942 года.
Бежавшие часто также находили приют у местного населения Славуты и окружающих населённых пунктов. В связи с этим 15 января 1942 года шепетовский гебитскомиссар, правительственный советник доктор Ворбс, в округ которого входил город Славута, специальным распоряжением предупредил население, что за оказание «посторонним лицам» какой бы то ни было помощи виновные будут расстреляны. Если же непосредственные виновники не будут найдены, то в каждом случае будет расстреляно 10 заложников.
Районная управа города Славуты, в свою очередь, объявила, что «все военнопленные, самовольно покинувшие лазарет, объявляются вне закона и подлежат расстрелу в любом месте их обнаружения».
Бежавших и задержанных военнопленных, а также граждан, оказывавших им помощь, немцы арестовывали и расстреливали. Особую активность в расправах над военнопленными и мирными гражданами проявлял шеф славутской жандармерии обер-вахмистр Роберт Готовиц и его заместитель вахмистр Лор. Расстрелы в назидательных целях производились возле «Гросс-лазарета», на участке, прилегавшем с юга к водонапорной башне бывшего военного городка.

## Освобождение
15 января 1944 года подразделения 226-й стрелковой дивизии вошли в Славуту, и местные жители сообщили им, что, не доходя до  реки, в бывших будённовских казармах, находится концлагерь «Гросс–лазарет» для больных и раненых советских военнопленных. Подошедшие бойцы дивизии обнаружили там горы трупов, на земле лежало множество мёртвых тел, облитых карболкой. В бараках находилось 525 истощённых военнопленных, которых немцы не успели расстрелять перед оставлением Славуты.

## Комиссия по расследованию преступлений
Уже в 1944 году была создана специальная комиссия по расследованию обстоятельств умерщвления гитлеровцами в славутском лазарете офицеров и бойцов Красной Армии, попавших в немецкий плен. Возглавлял её председатель Совнаркома УССР Никита Хрущёв.
При медицинском освидетельствовании освобождённых из «Гросс-лазарета» было установлено, что у 435 — крайняя степень истощения, у 59 — осложнённое течение ран, у 31 — нервно-психическое расстройство. Судебно-медицинская экспертиза на основании внутреннего исследования 112 и наружного осмотра 500 эксгумированных трупов пришла к заключению, что администрация и немецкие врачи «лазарета» создали такой режим, при котором была неизбежна почти поголовная смертность больных и раненых. Было установлено, что основными причинами смерти советских военнопленных были истощение крайней степени, инфекционные заболевания, нанесение ран из автоматов и холодным оружием. Смертность доходила до 300 человек в день.
Впоследствии выводы комиссии были использованы в качестве обвинительного материала на Нюрнбергском процессе.

## Увековечение
В послевоенные годы уход за могилами военнопленных, погибших в Славуте, не вёлся. Лишь в 2006—2007 годах на кладбище были проведены работы по его благоустройству. В настоящее время на насыпанном кургане стоит памятник, на территории проложены дорожки с твёрдым покрытием.
На данный момент списки 18 559 военнопленных, погибших в Славутском концлагере, хранятся в Национальном музее истории Украины во Второй мировой войне в Киеве.

## Коменданты лагеря
- Планк (?-?), гауптман
- Зепп Брудер, майор (январь – февраль 1942)
- Павлиск (?-?), майор

## Воспоминания
- Друян И. Л. Клятву сдержали. — Минск: Беларусь, 1975.
- Ермаков Максим. «Гросслазарет» в Славуте — лагерь смерти (Архивная копия) // Медицинский вестник. — 8 мая 2008 г.
- Хомич И. Ф. [militera.lib.ru/memo/russian/homich/index.html Мы вернулись.] — М.: Воениздат, 1959.
- Кондрашов В. Н. Человек № 21001. — Кострома: Костромское книжное издательство, 1961.